# Peugeot 204
La 204 era un'autovettura di fascia medio-bassa prodotta tra il 1965 ed il 1976 dalla casa automobilistica francese Peugeot.

## Storia e profilo

### Genesi
La 204 rappresentò il vero ritorno della Peugeot nel settore delle vetture di categoria medio-bassa, dopo l'uscita di produzione della 202 alla fine degli anni quaranta. In quel periodo, infatti, la casa francese aveva presentato la 203, sostituta della 202, che poteva essere considerata una vettura medio-bassa, ma solo in parte, visto che strizzava l'occhio anche alla fascia superiore. Infatti la 203 fu sostituita inizialmente non da un nuovo modello, ma da una variante della Peugeot 403, denominata 403/7, e ciò ad indicare come la motorizzazione con cui la 203 fu proposta poteva svolgere egregiamente la sua funzione anche su una vettura di categoria superiore. Del resto, le vetture medio-basse dell'epoca erano tutte quante intorno ad una cilindrata di 1.1 litri (caso tipico era la Fiat 1100/103). In quegli anni, variazioni di cilindrata che oggi possono sembrare non molto significative (per esempio tra 1.1 e 1.3 litri) potevano invece rappresentare all'epoca una vera e propria linea di demarcazione tra una fascia di mercato e l'altra. Pertanto già all'inizio del 1959, prima ancora del pensionamento della 203, la Peugeot cominciò con lo studio del progetto D, dal quale avrebbe dovuto prendere origine una nuova vettura di segmento medio-basso. In seguito, il progetto prese il nome di progetto D12. Le specifiche da soddisfare per la nuova vettura erano le seguenti:
- lunghezza inferiore ai 4 metri;
- spazio per 4 o 5 persone;
- velocità massima superiore ai 130 km/h;
- consumo ridotto;
- spazio interno ed abitabilità paragonabili a quelli di una 403.

I primi prototipi vennero realizzati già nel 1961, e nell'inverno del 1963 alcuni prototipi nuovamente modificati cominciarono a circolare su strada per alcune prove.

### Debutto
Le prime foto ufficiali della nuova vettura risalgono all'inizio del 1965. La presentazione ufficiale avvenne però solo il 23 aprile dello stesso anno, al Palasport di Parigi (non il Salone dell'automobile). La nuova vettura fu presentata con il nome di 204. In quella data, già 5000 esemplari erano già stati prenotati, ma in realtà le prenotazioni erano iniziate già alla fine del 1964. Facile immaginare quindi la portata del successo della 204 ed il suo impatto presso la clientela.

#### Design ed interni
La linea della 204 in versione berlina era quella di una tre volumi di taglia ridotta, ma a differenza delle vetture che si sono avvicendate da oltre un trentennio prima, la linea della 204 non richiama più i canoni dettati dai modelli statunitensi. In realtà un po' tutti i modelli europei prodotti dalla metà degli anni sessanta in poi (salvo alcune eccezioni) cominciavano a distaccarsi dallo stile americano in maniera più o meno marcata. La 204 non fece eccezione a tale regola e si propose come una berlina dalle linee decisamente fuori dal comune. Lontano dalle linee spigolose della 404, lo stile della 204 era decisamente tondeggiante, ma ugualmente lontano dagli stili curvilinei che hanno caratterizzato la 203 o la 403. Le curve della 204 sono distribuite in maniera differente dai classici stilemi americani. Si parte dal frontale, dove i grandi fari ovali fanno capolino da sotto il cofano, sporgendo fuori in parte e dando così una particolare forma bombata al cofano anteriore ed alla parte superiore dei parafanghi anteriori. La linea di fiancata è tesa, ma non esprime rigidità. Al contrario, la modanatura che taglia in due la fiancata è leggermente arcuata, in modo da conferire maggior dinamicità ed eleganza all'insieme. La coda è forse l'elemento più caratterizzante. Essa appare molto sfuggente, grazie al suo disegno arrotondato ed alle sue dimensioni ridotte. Qui si trovano dei fari posteriori di forma stretta ed allungata, quasi "a banana".
La 204 soddisfò tutte le specifiche richieste in fase di progetto, tra cui lo spazio offerto all'interno dell'abitacolo rivelatosi più che soddisfacente. Anche la capacità del bagagliaio risultò all'altezza delle aspettative.

#### Meccanica
Per quanto riguarda la meccanica della 204, essa si avvalse fin dall'inizio di un nuovo propulsore studiato e realizzato appositamente per la 204 stessa. Esso era il 4 cilindri XK4 a benzina da 1130 cm³, per nulla imparentato al motore XW da 1.1 litri, nato alcuni anni dopo e che venne montato invece sulla più piccola 104. Il motore a benzina utilizzato sulla 204 sviluppava una potenza massima di 53 CV ed era in grado di spingere la vettura ad una velocità massima di 138 km/h. La 204 è stata la prima auto francese a montare un motore interamente in lega leggera.
Ma l'innovazione più grande presentata dalla 204 stava nel fatto che si trattava della prima Peugeot a trazione anteriore della storia, per di più con il motore montato in posizione trasversale,  questo in un periodo in cui nel mercato francese, le sole vetture che potevano in qualche modo infastidire la 204 (Simca 1000 e Renault 8) presentavano ancora un'impostazione meccanica tradizionale, con motore e trazione sul retrotreno. La Citroën Ami 6, pur disponendo della trazione anteriore, rimaneva un gradino più in basso per via del suo motore da 602 cm³ derivato da quello della 2CV. La trasmissione della 204 era quindi affidata ad un cambio manuale a 4 marce in blocco con il motore: tale cambio era racchiuso nella scatola cambio assieme al differenziale. Tutto il gruppo moto-propulsore era quindi lubrificato con lo stesso olio. Motore e cambio erano interfacciati mediante una frizione monodisco a secco.
Per quanto riguarda la meccanica telaistica, invece, la 204 fu la prima Peugeot a mettere insieme altre due soluzioni tecniche come le sospensioni a ruote indipendenti sui due assi ed i freni anteriori a disco (il retrotreno era ancora con freni a tamburo). Per quanto riguardava le sospensioni, l'avantreno era a triangoli, mentre il retrotreno era a bracci tirati, con ammortizzatori idraulici telescopici e molle elicoidali.

### Evoluzione
La 204 fu proposta inizialmente solo in versione berlina e in opzione era previsto il tettuccio apribile: l'unico allestimento previsto prendeva il nome di Grand Luxe. La vettura catturò il pubblico grazie alla sua linea inconsueta, che rompeva con la tradizionale influenza dello stile americano. Tale linea tendeva a creare invece uno stile tutto suo, dalle forme piuttosto arrotondate. L'ottimo successo riscosso al suo esordio pose le basi per l'allargamento della gamma. Nell'ottobre del 1965 fu presentata la prima variante: la 204 Break, ossia la versione giardinetta. La 204 fu la prima Peugeot ad introdurre la denominazione Break per le sue versioni station wagon, denominazione che sarebbe rimasta in vigore fino al 2001, con l'uscita di produzione delle 306 Break. Anche la 204 fu un grande successo di vendite, grazie all'ottimo compromesso tra ingombri esterni ridotti e vasta abitabilità interna. Nel marzo del 1966 fu introdotta una versione Luxe, leggermente più economica della prima, mentre fra gli accessori furono introdotti il servofreno ed il ventilatore per l'abitacolo a due velocità. Nella seconda metà dello stesso anno furono svelate al pubblico le 204 coupé e 204 cabriolet. Si trattava di versioni sportiveggianti che, grazie al prezzo concorrenziale, superiore di appena il 20% rispetto alla berlina, poterono godere di un buon successo. Tra la fine del 1966 e l'inizio del 1967, vi furono poi alcuni aggiornamenti alla gamma, tutti di dettaglio, ma decisamente numerosi. Questi aggiornamenti interessarono tra l'altro: la coda delle berline, con fari appena ridisegnati, un nuovo blocchetto della serratura del bagagliaio, plance di diverso disegno a seconda che si trattasse di Grand Luxe o Luxe, i sedili anteriori con schienale regolabile in inclinazione, un nuovo carburatore ed un nuovo filtro aria nel motore, nuovi paraurti anch'essi leggermente ridisegnati e portacenere nelle portiere posteriori.
Nel 1968, sulla base della 204 Break, fu presentata la 204 Fourgonette, la versione commerciale della 204. Per l'occasione, data la tipologia di vettura e l'utilizzo a cui era destinata, fu presentato anche il nuovo motore a gasolio da 1255 cm³. Si trattò del più piccolo motore Diesel mai costruito fino a quel momento e fu reso inizialmente disponibile sulla 204 in versione furgone, ma entro brevissimo tempo sarebbe stato esteso anche alle normali Break. In ogni caso, anche la Fourgonette poteva essere acquistata con il normale motore a benzina da 1.1 litri. La versione furgonata ottenne un buon successo, dal momento che ne furono prodotti quasi 38 000 esemplari. Nello stesso periodo, altri aggiornamenti fecero la loro comparsa: tra questi vi fu l'adozione di una striscia di caucciù sui due paraurti, lo scarico a doppio silenziatore e le barre antirollio sui due assi.
Il 1969 vide unicamente altre nuove modifiche di dettaglio, sia esteticamente che meccanicamente: in particolare, il motore a benzina subì alcuni aggiornamenti ed ebbe un leggero incremento di potenza, passando così da 53 a 55 CV.
Nell'aprile del 1970 cessò la produzione delle 204 coupé e cabriolet. Nel 1971 e 1972, a parte la cancellazione della 204 Luxe, vi furono solo aggiornamenti di dettaglio nella gamma 204, ora composta solo da berlina, break e furgone. In particolare, la 204 cominciò a condividere componenti con la Peugeot 304. Gli anni tra il 1969 ed il 1971 videro la 204 come auto più venduta in Francia. Nel 1973, il motore a gasolio da 1255 cm³ fu rimpiazzato con un motore da 1357 cm³, più potente ed in grado di spuntare prestazioni migliori. Inizialmente, tale motore continuò ad essere riservato solo alle versioni Break e Fourgonette, ma a partire dal settembre del 1974 fu esteso anche alla berlina, dando origine alla 204 LD.
Nella seconda metà del 1975, meno di un anno prima della fine della sua produzione, il 1.1 a benzina venne sottoposto a modifiche: la sua cilindrata scese quasi impercettibilmente, da 1130 a 1127 cm³, mentre la sua potenza salì a 59 CV.
La 204 uscì di produzione il 31 luglio del 1976: il suo posto venne preso dieci anni dopo dalla Peugeot 309 e nel frattempo la fascia della 204 venne occupata in parte dalla Talbot Horizon (la Talbot apparteneva in quegli anni al Gruppo PSA).

#### La 204 Break

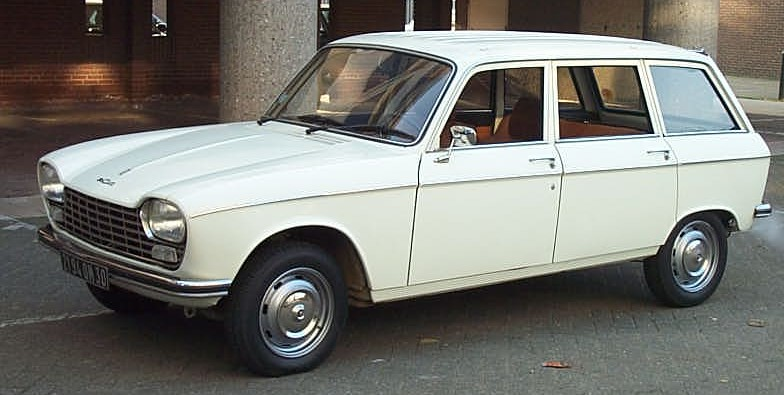
Una 204 Break

Lanciata nell'ottobre del 1965, pochissimi mesi dopo il lancio della berlina, la 204 Break fu anch'essa proposta con la stessa meccanica della versione a 4 porte. L'allestimento fu quello Grand Luxe, e rimarrà l'unico allestimento disponibile per la Break nell'arco dell'intera produzione.
La linea della 204 Break ovviamente non suggerisce lo stesso impatto slanciato della 204 berlina. Le differenze sostanziali, oltre che nel corpo vettura, si ritrovano anche nei fari posteriori, di un'inconsueta forma triangolare. La vettura riscosse un buon successo di vendite per le sue indubbie doti di praticità.
A partire dall'autunno del 1966, venne introdotta anche la versione furgonata, denominata Fourgonette, direttamente derivata dalla Break, della quale condivideva l'intero corpo vettura, e fin dall'inizio disponibile, oltre che con il consueto motore XR da 1.1 litri, anche con un nuovo motore a gasolio da 1255 cm³ e da 40 CV di potenza massima. Tale motore fu molto richiesto per le sue doti di economia. Entro pochissimo tempo dalla sua introduzione il diesel fu anche esteso alla Break.
Gli aggiornamenti della gamma Break e Fourgonette seguirono grosso modo quelli della berlina. Tra le differenze più visibili, vi fu l'adozione nel 1972 degli attacchi delle cinture di sicurezza anche nei posti posteriori. Nel 1973, invece, la Fourgonette usufruì di un nuovo servofreno, mentre nel 1974 vi furono aggiornamenti al retrotreno, cosicché la portata massima salì di 40 kg per la Break e di 35 kg per la Fourgonette.
Anche la produzione delle versioni Break e Fourgonette terminò il 31 luglio del 1976: l'erede sarebbe stata la giardinetta su base 304, proposta anche in versione furgonata.

#### Le 204 coupé e Cabriolet

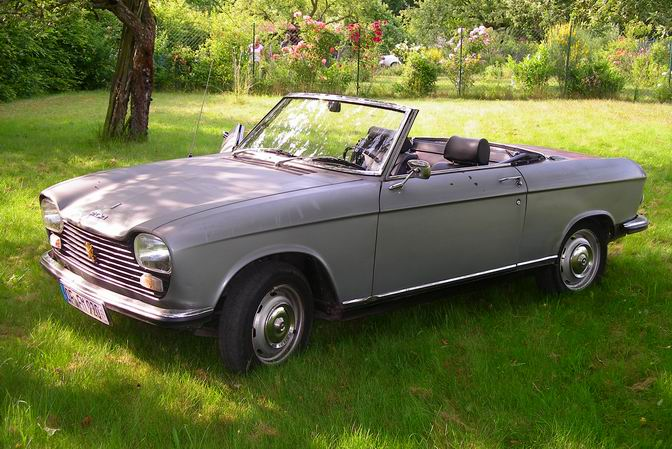
Una 204 cabriolet

Se la 204 con carrozzeria berlina è stata disegnata da Pininfarina, per le due versioni sportiveggianti della 204, vale a dire la Coupé e la Cabriolet, la Casa francese si è avvalsa invece del Centro Stile interno, all'epoca diretto da Paul Bouvot. Realizzati sul pianale della 204, ma accorciato di 28.5 cm, questi modelli furono introdotti nella seconda metà del 1966, e furono gli unici modelli ad essere equipaggiati solo con il motore a benzina da 1.1 litri, inizialmente da 53 CV e passato poi a 55.

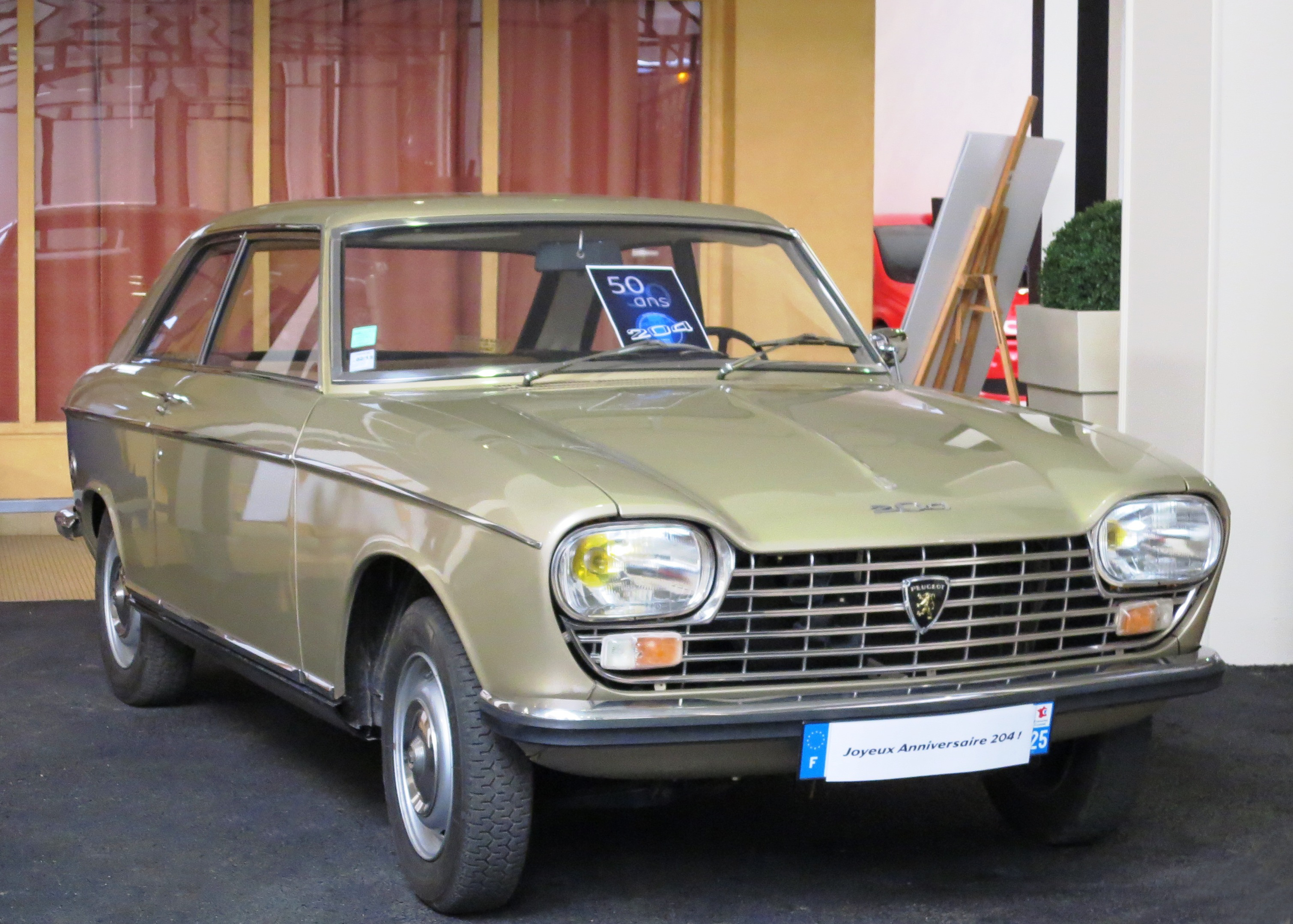
Una 204 coupé

Se escludiamo il pianale accorciato, la meccanica telaistica delle 204 coupé e cabriolet non presentavano grosse differenze rispetto alla berlina. La linea, resa ancora più sportiva dalla presenza di sole due porte, sulla coupé era caratterizzata da un disegno di tipo a due volumi, con un padiglione completamente ridisegnato, dall'andamento inclinato, che conferiva maggior dinamicità alla vettura. Nella cabriolet, invece, era l'assenza di un tetto rigido a rendere scattante la linea, specie a capote aperta. Nella coda, le due versioni erano caratterizzate da fari di forma simile a quelli della berlina.
Nel 1968, le 204 coupé e cabriolet ricevettero i fari a doppia parabola allo iodio, mentre l'anno successivo arrivarono una nuova plancia e nuovi pannelli porta.
La loro produzione si fermò nel marzo del 1970: furono sostituite dalle versioni coupé e cabriolet della 304, dotate di un nuovo frontale più moderno, di nuovi motori, ma per il resto molto simili alle uscenti versioni su base 204, delle quali potevano tranquillamente essere viste come un restyling.

### Riepilogo caratteristiche
Di seguito vengono riepilogate le caratteristiche delle varie versioni previste per la gamma 204. I prezzi riportati sono espressi in franchi e si riferiscono al momento del debutto nel mercato francese.
| Modello            | Carrozzeria | Motore | Cilindrata cm³ | Potenza CV/rpm | Coppia Nm/rpm | Massa a vuoto (kg) | Velocità max | Acceler. 0–100 km/h | Consumo (l/100 km) | Anni di produzione | Prezzo al debutto |
| Versioni a benzina |             |        |                |                |               |                    |              |                     |                    |                    |                   |
| 204 L              | berlina     | XK     | 1130           | 53/5800        | 81.4/3000     | 835                | 138          | 19"6                | 9.1                | 1966-69            | 8.650             |
| 204 L              | berlina     | XK4    | 1130           | 55/5750        | 82.4/3500     | 835                | 140          | 19"2"               | 9.2                | 1969-72            | 9.520             |
| 204 GL             | berlina     | XK     | 1130           | 53/5800        | 81.4/3000     | 860                | 138          | 19"6                | 9.1                | 1965-69            | 9.100             |
| 204 GL             | berlina     | XK4    | 1130           | 55/5750        | 82.4/3500     | 835                | 140          | 19"2                | 9.2                | 1969-75            | 10.420            |
| 204 GL             | berlina     | XK5    | 1127           | 59/6250        | 76.5/3000     | 860                | 145          | 18"5                | 9.2                | 1975-76            | 16.800            |
| 204 GL             | Break       | XK     | 1130           | 53/5800        | 81.4/3000     | 915                | 138          | 19"8                | 9.3                | 1965-69            | 9.400             |
| 204 GL             | Break       | XK4    | 1130           | 55/5750        | 82.4/3500     | 915                | 140          | 19"7                | 9.4                | 1969-75            | 10.840            |
| 204 GL             | Break       | XK5    | 1127           | 59/6250        | 76.5/3000     | 920                | 145          | 18"8                | 9.5                | 1975-76            | 20.500            |
| 204 GL             | Coupé       | XK     | 1130           | 53/5800        | 81.4/3000     | 875                | 142          | 18"6                | 8.5                | 1966-69            | 10.900            |
| 204 GL             | Coupé       | XK4    | 1130           | 55/5750        | 82.4/3500     | 875                | 145          | 18"5                | 8.6                | 1969-70            | 12.540            |
| 204 GL             | Cabriolet   | XK     | 1130           | 53/5800        | 81.4/3000     | 900                | 142          | 18"6                | 8.5                | 1966-69            | 10.500            |
| 204 GL             | Cabriolet   | XK4    | 1130           | 55/5750        | 82.4/3500     | 900                | 145          | 18"5                | 8.6                | 1969-70            | 12.060            |
| Versioni diesel    |             |        |                |                |               |                    |              |                     |                    |                    |                   |
| 204 Diesel         | Break       | XLD    | 1255           | 45/5000        | 72/3000       | 910                | 128          | -                   | 6.7                | 1968-73            | 11.200            |
| 204 Diesel         | Berlina     | XL4D   | 1357           | 45/5500        | 77/2500       | 920                | 130          | -                   | 6.6                | 1974-76            | 20.450            |
| 204 Diesel         | Break       | XL4D   | 1357           | 45/5500        | 77/2500       | 940                | 131          | -                   | 6.8                | 1973-76            | 16.330            |